# Vidéographie de Britney Spears

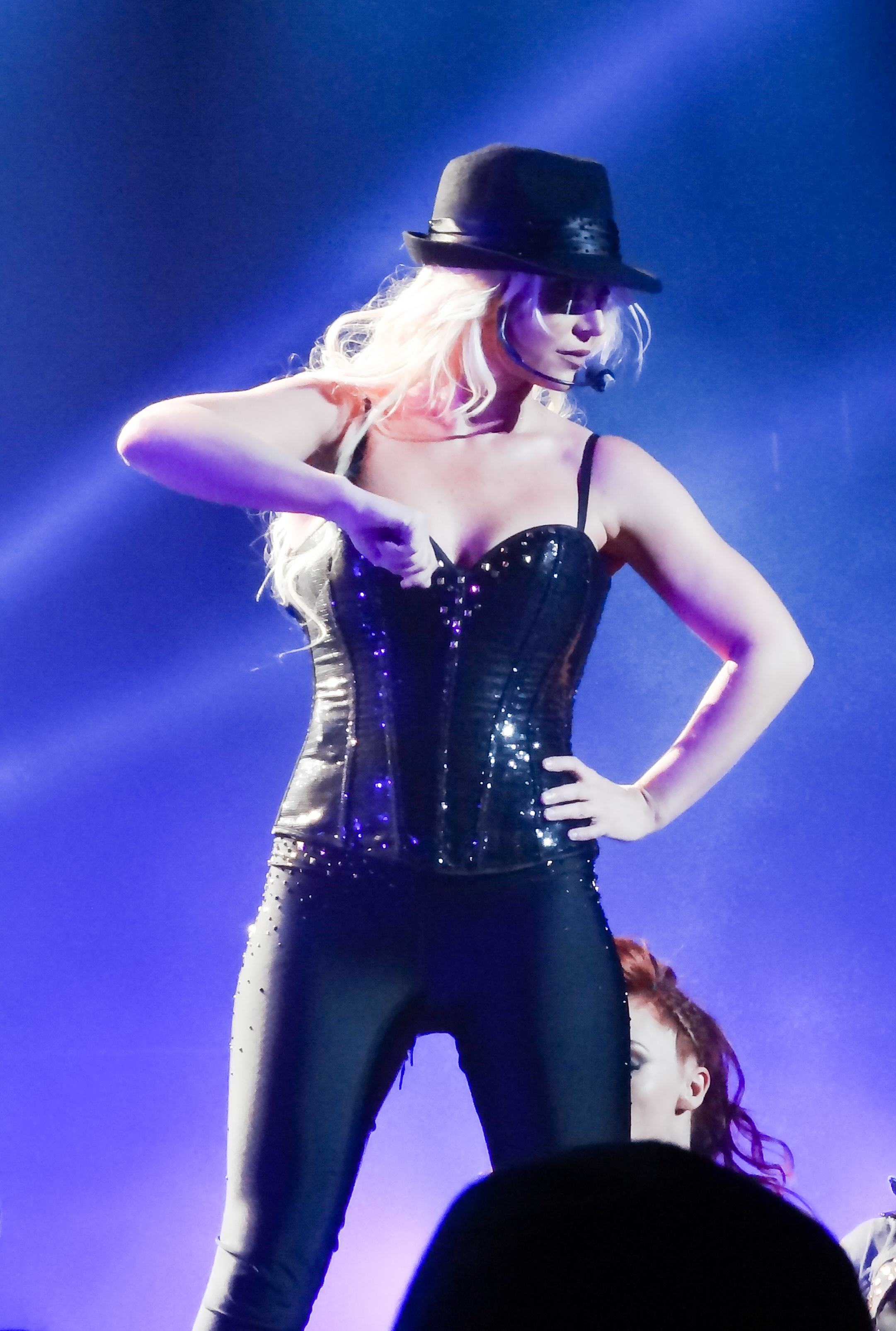
Britney Spears interprétant Gimme More en 2014.

La vidéographie de Britney Spears, la chanteuse américaine pop se compose de 42 clips, 3 albums vidéo et 4 films.

## Vidéoclips
| Année | Clip                                 | Album                                      | Réalisateur                     | Nombre de vues | Récompenses/Titres |
| ----- | ------------------------------------ | ------------------------------------------ | ------------------------------- | -------------- | --- |
| 1998  | ...Baby One More Time                | ...Baby One More Time                      | Nigel Dick                      | 925 M          | - Best '90s Music Video selon le sondage des lecteurs de Billboard. - Most Iconic Clip Of History par TRL. - 90ème des 100 Greatest Videos par VH1. |
| 1999  | Sometimes                            | ...Baby One More Time                      | Nigel Dick                      | 320 M          | |
| 1999  | (You Drive Me) Crazy                 | ...Baby One More Time                      | Nigel Dick                      | 204 M          | - Nommé - MTV Video Music Award pour la Best Dance Video. |
| 1999  | Born To Make You Happy               | ...Baby One More Time                      | Bille Woodruff                  | 89 M           | |
| 1999  | From The Bottom Of My Broken Heart   | ...Baby One More Time                      | Gregory Dark                    | 49 M           | |
| 2000  | Oops!...I Did It Again               | Oops!... I Did It Again                    | Nigel Dick                      | 445 M          | - Nommé - MTV Video Music Award pour la Best Female Video. - Nommé - MTV Video Music Award pour la Best Pop Video. - Nommé - MTV Video Music Award pour la Viewer's Choice. |
| 2000  | Lucky                                | Oops!... I Did It Again                    | Dave Meyers                     | 186 M          | |
| 2000  | Stronger                             | Oops!... I Did It Again                    | Joseph Kahn                     | 159 M          | - Nommé - MTV Video Music Award pour la Best Pop Video. |
| 2001  | Don't Let Me Be The Last To Know     | Oops!... I Did It Again                    | Herbert Ritts                   | 56 M           | - Nommé - My VH1 Music Award pour le Is it hot in here, or is it just my video?. |
| 2001  | I'm A Slave 4 U                      | Britney                                    | Francis Lawrence                | 191 M          | - Accordée Sexiest Video Of All Time par MuchMusic,. - Accordée 4ème Sexiest Video Of All Time par Rolling Stone. |
| 2001  | Overprotected                        | Britney                                    | Bille Woodruff                  | 157 M          | |
| 2001  | I'm Not a Girl, Not Yet a Woman      | Britney                                    | Wayne Isham                     | 178 M          | - Japan Gold Disc Award pour l'International Music Video of the Year Short-Form. |
| 2002  | Overprotected Darkchild Remix        | Britney                                    | Chris Applebaum                 | Jamais posté   | |
| 2002  | Boys (The Co-Ed Remix)               | Britney                                    | Dave Meyers                     | 59 M           | |
| 2002  | I Love Rock 'N' Roll                 | Britney                                    | Chris Applebaum                 | 44 M           | - Nommé - MTV Asia Award pour la Favorite Video. |
| 2003  | Me Against the Music (feat. Madonna) | In the Zone                                | Paul Hunter                     | 60 M           | |
| 2004  | Toxic                                | In the Zone                                | Joseph Kahn                     | 659 M          | - Visual Effects Society Award pour le Outstanding Visual Effects in a Music Video. - Accordée Sexiest Music Video Of All Time par MUZU.TV,. - Accordée 2ème Best '00s Music Videos par sondage des lecteurs de Billboard. - Accordée 20ème Sexiest Videos Of All Time par MuchMusic. |
| 2004  | Everytime                            | In the Zone                                | David LaChapelle                | 170 M          | |
| 2004  | Outrageous                           | In the Zone                                | Dave Meyers                     | Jamais posté   | |
| 2004  | My Prerogative                       | Greatest Hits: My Prerogative              | Jake Nava                       | 48 M           | |
| 2005  | Do Somethin'                         | Greatest Hits: My Prerogative              | Bille Woodruff & Britney Spears | 14 M           | - Nommé - MTV Video Music Brasil du Melhor Videoclipe Internacional,. |
| 2005  | Someday (I Will Understand)          | Britney & Kevin: Chaotic... The DVD & More | Michael Haussman                | 12 M           | |
| 2007  | Gimme More                           | Blackout                                   | Jake Saferty                    | 340 M          | |
| 2007  | Piece Of Me                          | Blackout                                   | Wayne Isham                     | 154 M          | - MTV Video Music Award du Best Female Video. - MTV Video Music Award du Best Pop Video. - MTV Video Music Award du Video Of The Year. - 6ème vidéoclip le plus visionné sur MTV.com en 2008.                                                                                         |
| 2008  | Break The Ice                        | Blackout                                   | Robert Hales                    | 97 M           | |
| 2008  | Womanizer                            | Circus                                     | Joseph Kahn                     | 381 M          | - MTV Video Music Award de la Best Pop Video. - NRJ Music Award du Clip de l’année. - Best Video Of 2008 par Fuse,. - Clip vidéo le plus visualisé sur MTV.com en 2008. |
| 2008  | Circus                               | Circus                                     | Francis Lawrence                | 230 M          | - MTV Australia Award du Best Moves. - Best Video of 2009 par Fuse,. |
| 2009  | If U Seek Amy                        | Circus                                     | Jake Nava                       | 137 M          | |
| 2009  | Kill The Lights                      | Circus                                     | Puny                            | 9 M            | |
| 2009  | Radar                                | Circus                                     | Dave Meyers                     | 103 M          | |
| 2009  | 3                                    | The Singles Collection                     | Diane Martel                    | 112 M          | - Nommé - International Dance Music Award pour le Best Music Video. |
| 2011  | Hold It Against Me                   | Femme Fatale                               | Jonas Åkerlund                  | 139 M          | |
| 2011  | Till The World Ends                  | Femme Fatale                               | Ray Kay                         | 216 M          | - MTV Video Music Award de la Best Pop Video. |
| 2012  | I Wanna Go                           | Femme Fatale                               | Chris Marrs Piliero,            | 284 M          | - Best Video of 2011 par Fuse. |
| 2012  | Criminal                             | Femme Fatale                               | Chris Marrs Piliero,            | 217 M          | |
| 2012  | Scream & Shout (et Will.i.am)        | #Willpower                                 | Ben Mor                         | 1 032 M        | - Nommé - MuchMusic Video Award pour l'International Artist Video of the Year,. |
| 2013  | Scream & Shout (Remix)               |                                            | Ben Mor                         | 58 M           | |
| 2013  | Ooh La La                            | The Smurfs 2                               | Marc Klasfeld                   | 124 M          | |
| 2013  | Work Bitch                           | Britney Jean                               | Ben Mor                         | 385 M          | |
| 2013  | Perfume                              | Britney Jean                               | Joseph Kahn                     | 44 M           | |
| 2015  | Pretty Girls (feat. Iggy Azalea)     |                                            | Cameron Duddy / Iggy Azalea     | 190 M          | - Best Video of 2015 par Fuse. |
| 2016  | Make Me... (feat. G-Eazy)            | Glory                                      | Randee St. Nicholas             | 73 M           | |
| 2016  | Slumber Party (feat. Tinashe)        | Glory                                      | Colin Tilley,                   | 105 M          | |
| 2022  | Hold Me Closer (et Elton John)       |                                            |                                 | 53 M           | |
| 2023  | Mind Your Business (et Will.I.Am)    | 19 M                                       |                                 |                | |